# Palazzo Serracapriola
Il Palazzo Serracapriola è un edifizio storico di Napoli, ubicato nel quartiere Chiaia (Riviera di Chiaia).

## Descrizione
Il palazzo, all'angolo di piazza San Pasquale, fu ricostruito nel 1808 dagli architetti Antonio De Simone e Francesco Maresca. I lavori si resero necessari in seguito al crollo, di natura dolosa, di un'ala del fabbricato, in seguito allo scoppio di una bomba di 100 libbre, i quali responsabili non furono mai individuati, sebbene nel palazzo abitasse Antoine Christophe Saliceti, ministro dell'Interno dei Napoleonidi, che riportò lievi ferite.